# Stereodon perrottetii
Stereodon perrottetii là một loài Rêu trong họ Hypnaceae. Loài này được (Mont.) Mitt. miêu tả khoa học đầu tiên năm 1859.